# Gordon Geib
Gordon Geib (* 6. Oktober 1983 in Wuppertal, Nordrhein-Westfalen) ist ein ehemaliger deutscher Basketballspieler. Der 1,80 Meter große Aufbauspieler galt als Verteidigungsspezialist. Geib bestritt 292 Spiele in der Basketball-Bundesliga.

## Werdegang
Geib begann mit acht Jahren mit dem Basketball, erst beim TSV Ronsdorf und später beim ATV Wuppertal, bevor er mit zwölf Jahren zu Bayer 04 Leverkusen wechselte. In der Saison 2005/06 erzielte er mit 10,3 Punkten pro Spiel den höchsten Mittelwert unter den deutschen Spielern in der Basketball-Bundesliga, außerdem seine persönliche Bundesliga-Bestleistung von 35 Punkten in einem Spiel gegen den TBB Trier. Geib war in Leverkusen Mannschaftskapitän.
Nach dem Ausstieg der Bayer AG als Sponsor und dem daraus folgenden Umzug der BG Leverkusen nach Düsseldorf gelang es den Verantwortlichen, Geib für das Konzept der neuformierten Giants Düsseldorf zu gewinnen. Nach zwei mäßig erfolgreichen Spielzeiten in Düsseldorf, die ihren negativen Höhepunkt im sportlichen Abstieg nach der Saison 2009/10 hatten, beendete Geib seine Bundesligakarriere.
Im Anschluss an seine Profilaufbahn ging er mit seiner Freundin auf Weltreise und war später Spielertrainer der DT Ronsdorf, mit der er in die erste Regionalliga aufstieg, ehe er sich im Februar 2015 zurückzog. Geib ist ausgebildeter Fitness- und Ernährungsberater.

### Nationalmannschaft
Geib war deutscher Jugendnationalspieler. Zwischen Juli 2004 und Juli 2008 wurde er in vier A-Länderspielen eingesetzt. Geib war ebenfalls Mitglied der deutschen A2-Nationalmannschaft. 2005 und 2007 nahm er an Sommer-Universiaden teil. Bei der Universiade 2007 in Bangkok war er Kapitän der deutschen Studentennationalmannschaft sowie bei der Eröffnungsfeier Fahnenträger der deutschen Abordnung.